# Denise Miller

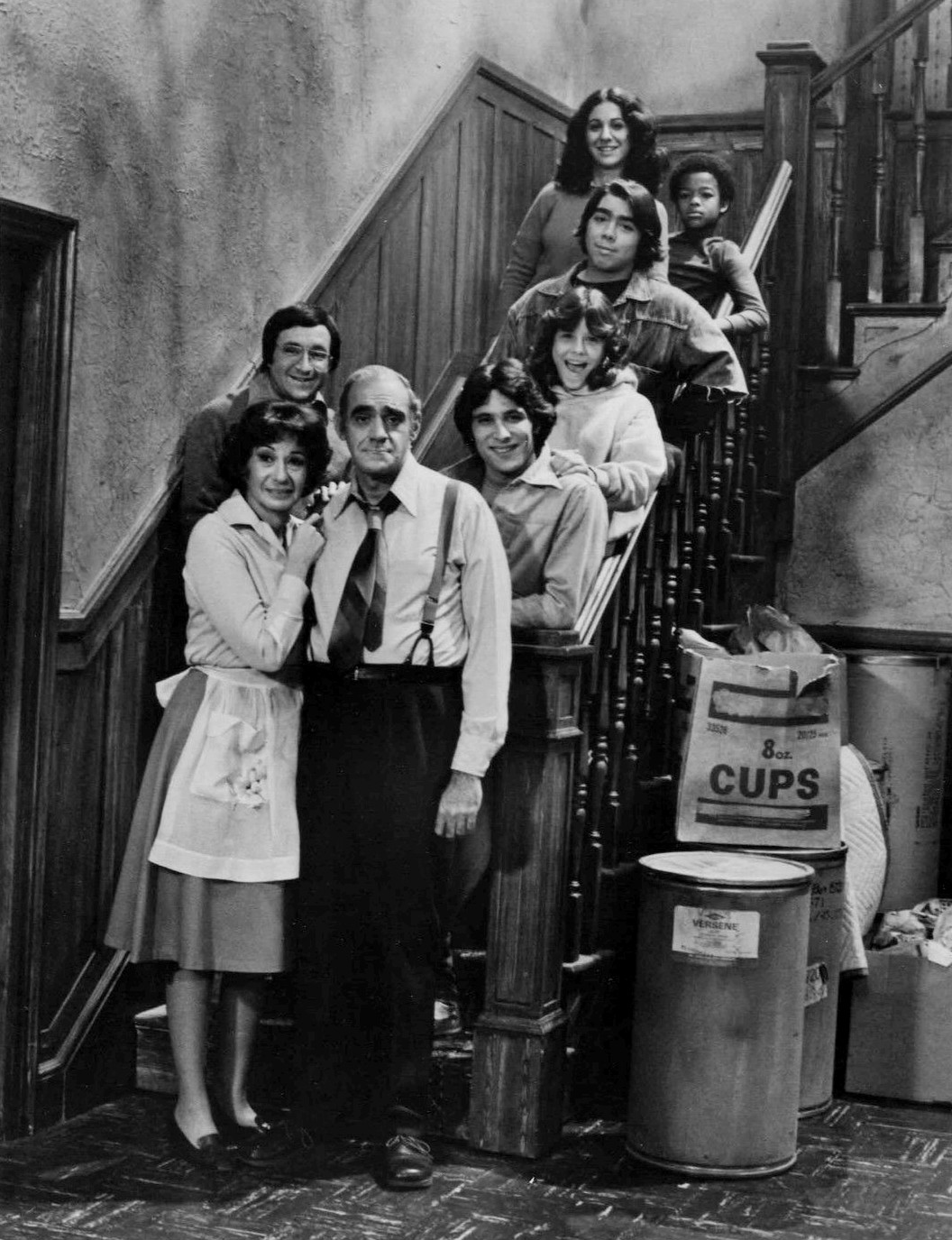
Elenco da série de TV Fish (1977), de cima para baixo: Sarah Natoli, Todd Bridges, John Cassisi, Denise Miller, Lenny Barry, Barry Gordon, Florence Stanley, Abe Vigoda

Denise Miller (17 de julho de 1963, Brooklyn, Nova Iorque) é uma actriz dos Estados Unidos.
Apareceu em Archie Bunker's Place, Fish e no filme Sooner or Later.
Denise também pode ser vista em episódios de Charles in Charge, e fez papel de Tina Manucci na sitcom dos anos 1970, Makin' It.
Depois do 9/11, um rumos espalhou-lhe de que teria morrido no World Trade Center, mas tal não foi comprovado.